# Voodoo & Serano
VooDoo & Serano sind das DJ-Duo bestehend aus Reinhard Raith (DJ VooDoo) und Tommy Serano, die seit 1995 gemeinsam auflegen.

## Karriere
Ihre erste Single Blood Is Pumpin hielt sich im Jahr 2000 fünf Wochen in den deutschen Charts und erreichte in den britischen Charts Platz 19.
Auch ihre nächsten Singles Slide To The Vibe/ This Is Acid und When I Rock aus dem Jahr 2001, Overload und Give me the Power, welche 2003 erschienen und This Is Entertainment von 2004 konnten sich in den internationalen Charts platzieren.
Ihr erstes Album Cold Blood erschien im Juli 2002 mit einer Auflage von 50.000 in Kanada und USA. Der Song Cold Blood wurde extra für den Film Blade II produziert und ist in diesem in einer Clubszene zu hören. 2004 erschien mit Back For More das zweite Album.
Anfang 2009 kamen sie mit einer Interpretation von Corey Harts Hit Sunglasses at Night erneut für 6 Wochen in die deutsche Hitparade und erreichten Platz 63.
2013 remixten sie den Song Dance! von Lumidee und Fatman Scoop. Der Remix verhalf den Musikern zu einem Re-Release des Tracks, das am 12. April 2013 veröffentlicht wurde. Der Remix schaffte es bis auf Platz 63 der deutschen Charts und Rang 61 der Schweizer Single-Charts.
Im Mai 2013 erschien der Song Bang Bang (Explode 3) von DF&S in Kooperation mit Ceresia und dem Rapper Ron Carrol, dessen Titeltrack das Projekt mixte. Ihre Version stieg bis in die Top-40 der Deutschen und Österreichischen iTunes-Charts. In Österreich konnte der Titel auf Platz 38 einsteigen.
Ebenfalls im Mai 2013 erschien auch eine neue Single von Voodoo & Serano zusammen mit Sängerin Ceresia und Rapper Ron Carrol, die ebenfalls die Sänger ihres Remixes zu Bang Bang waren. Der Song trägt den Titel Louder, war allerdings kein großer Erfolg. Der Track wurde über ihr eigenes Plattenlabel veröffentlicht.

## Diskografie

### Alben
- 2004 – Back For More

### Kompilation
- 2001 – Viva Ibiza
- 2002 – Techno Club Vol. 16
- 2003 – The Spirit of Space – Ibiza
- 2004 – This Is Trance! 2

### Singles
- 1997 – Kick Da Groove
- 1998 – Welcome To The Space
- 2000 – Blood Is Pumpin'
- 2001 – Slide To The Vibe
- 2001 – This Is Acid
- 2001 – When I Rock
- 2002 – Cold Blood
- 2002 – Overload
- 2002 – Give Me The Power
- 2002 – Operation Blade
- 2003 – Overload
- 2004 – This Is Entertainment
- 2005 – Don't You Know
- 2005 – Blood Is Pumpin'
- 2006 – Vulnerable
- 2006 – Dirty
- 2008 – Transatlantic Blow
- 2009 – Sunglasses at Night
- 2010 – Feel Me

### Remixe
- 1998 – DJ Digress – In My Mind
- 1998 – Tommy Serano Feat. DJ Voodoo – Welcome To The Space
- 2001 – Ayumi Hamasaki – Fly High
- 2001 – N-Trance – Forever
- 2001 – N-Trance – Set You Free
- 2001 – Kyau vs. Albert – Outside
- 2001 – JT Company – Wake Me Tonight
- 2002 – Mr. Phillips – 7th Day (I Will Be There)
- 2002 – Ian Van Dahl – Will I?
- 2002 – Markus Gardeweg – All I Want
- 2002 – Warp Brothers – Cokane
- 2002 – Every Little Thing – Forever Yours
- 2002 – Marc Maris vs. Ramone – Eternity
- 2002 – N-Trance – Forever
- 2002 – Hampenberg – Listen Up
- 2002 – DJ Dean – Play It Hard
- 2002 – Green Court Feat. Lina Rafn – Silent Heart
- 2002 – CJ Stone – Into The Sea
- 2002 – Divine Inspiration – The Way (Put Your Hand In My Hand)
- 2003 – QFX – Freedom
- 2003 – DJ Shog – Another World
- 2003 – Voodoo & Serano vs. Bass Bumpers – Music's Got Me
- 2003 – Yomanda – You're Free
- 2003 – Pascal – This Will Be (The Best Days Of Our Lives)
- 2003 – N-Trance – Destiny
- 2003 – Friday Night Posse – Kiss This
- 2003 – Ayumi Hamasaki – Endless Sorrow
- 2003 – CJ Stone – Don't Look Back
- 2003 – Flip & Fill – Field Of Dreams
- 2003 – RMB – Reality
- 2003 – Green Court – Silent Heart
- 2003 – DJ Yanny Pres. Terraformer – Won't Forget These Days
- 2004 – Ultrabeat – Better Than Life
- 2004 – Dance Assassins – Here I Am
- 2004 – N-Trance – I'm In Heaven
- 2005 – P.S. – Der Menschliche Faktor
- 2005 – Potatoheadz Featuring Lizzy Pattinson – Narcotic
- 2006 – Plastik Funk – Gonna Make You Sweat (Everybody Dance Now!)
- 2006 – VooDoo & Serano – Don't You Know
- 2007 – Nena, Olli + Remmler – Ich Kann Nix Dafür
- 2007 – Sublime – The Rain
- 2007 – Robyn with Kleerup – With Every Heartbeat
- 2008 – Robyn – Handle Me
- 2008 – Re-Fuge Ft. Nicole Tyler – So Real
- 2008 – Basshunter – All I Ever Wanted
- 2009 – Anna Grace – You Make Me Feel
- 2009 – Da Hool – Summer
- 2009 – Franky Miller – Jumping
- 2010 – Remady feat. Lumidee & Chase Manhattan – I'm No Superstar
- 2013 – Lumidee vs. Fatman Scoop – Dance!